# Taunton Stop Line

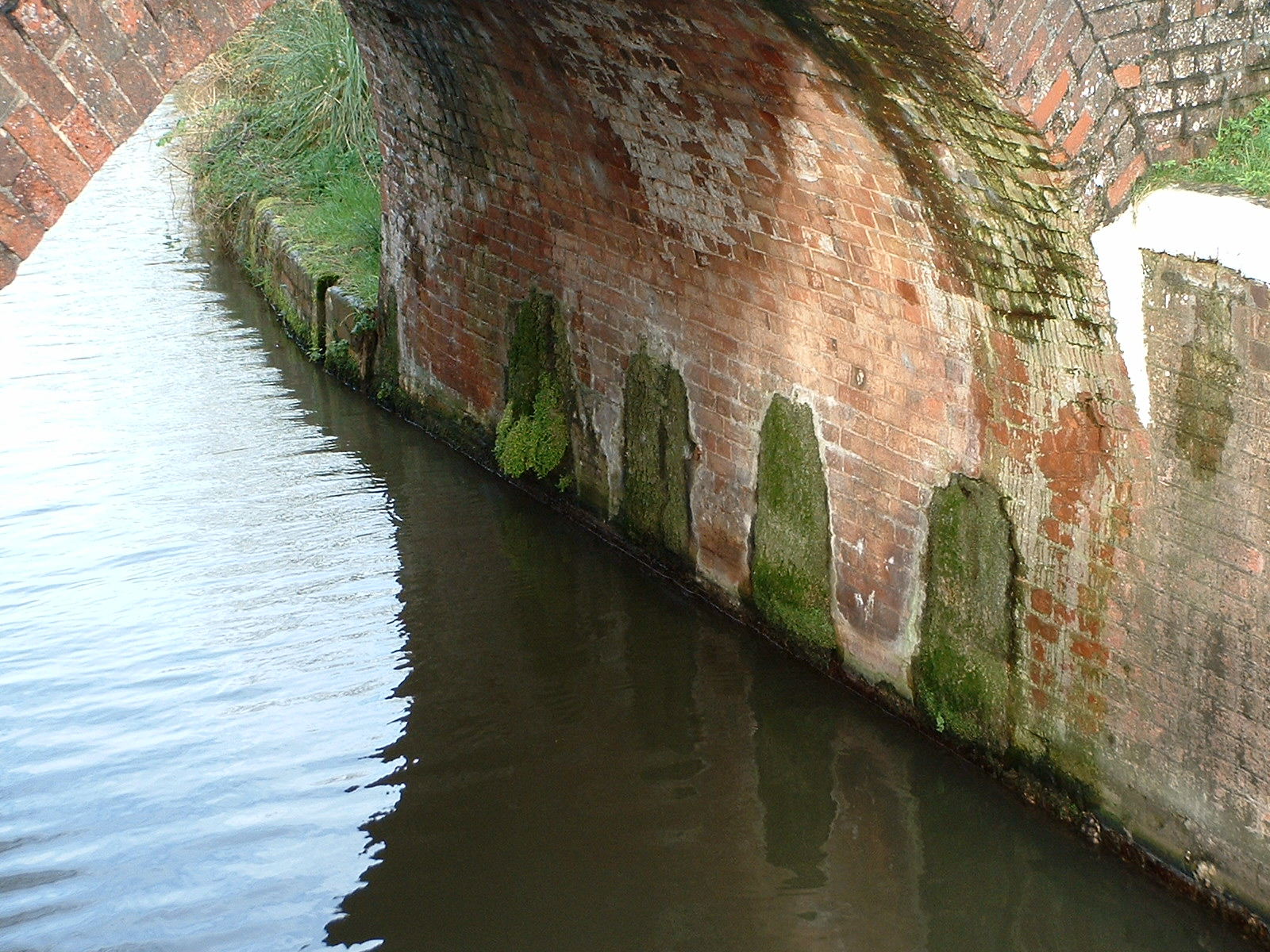
Sprengkammern unter einer Brücke über den Bridgwater-und-Taunton-Kanal

Die Taunton Stop Line war eine britische, während des Zweiten Weltkrieges angelegte Verteidigungslinie im Südwesten Englands. Dieses Verteidigungssystem verläuft etwa 80 km durch Somerset, Dorset und Devon, in etwa von Axminster nach Chard längs des Flusses Axe, dann längs der Great Western Railway nach Ilminster über Taunton und Bridgwater entlang des Flusses Parret zur Küste nach Highbridge. Diese Verteidigungslinie wurde gegen eine potenzielle deutsche Landung in England errichtet (Operation Seelöwe). Strategisches Ziel der Verteidigungslinie war, einen möglichen schnellen deutschen Vormarsch mit Panzerverbänden von Westen her abzubremsen. Die Stellung bestand aus sogenannten Pillbox-Bunkern.

## Galerie

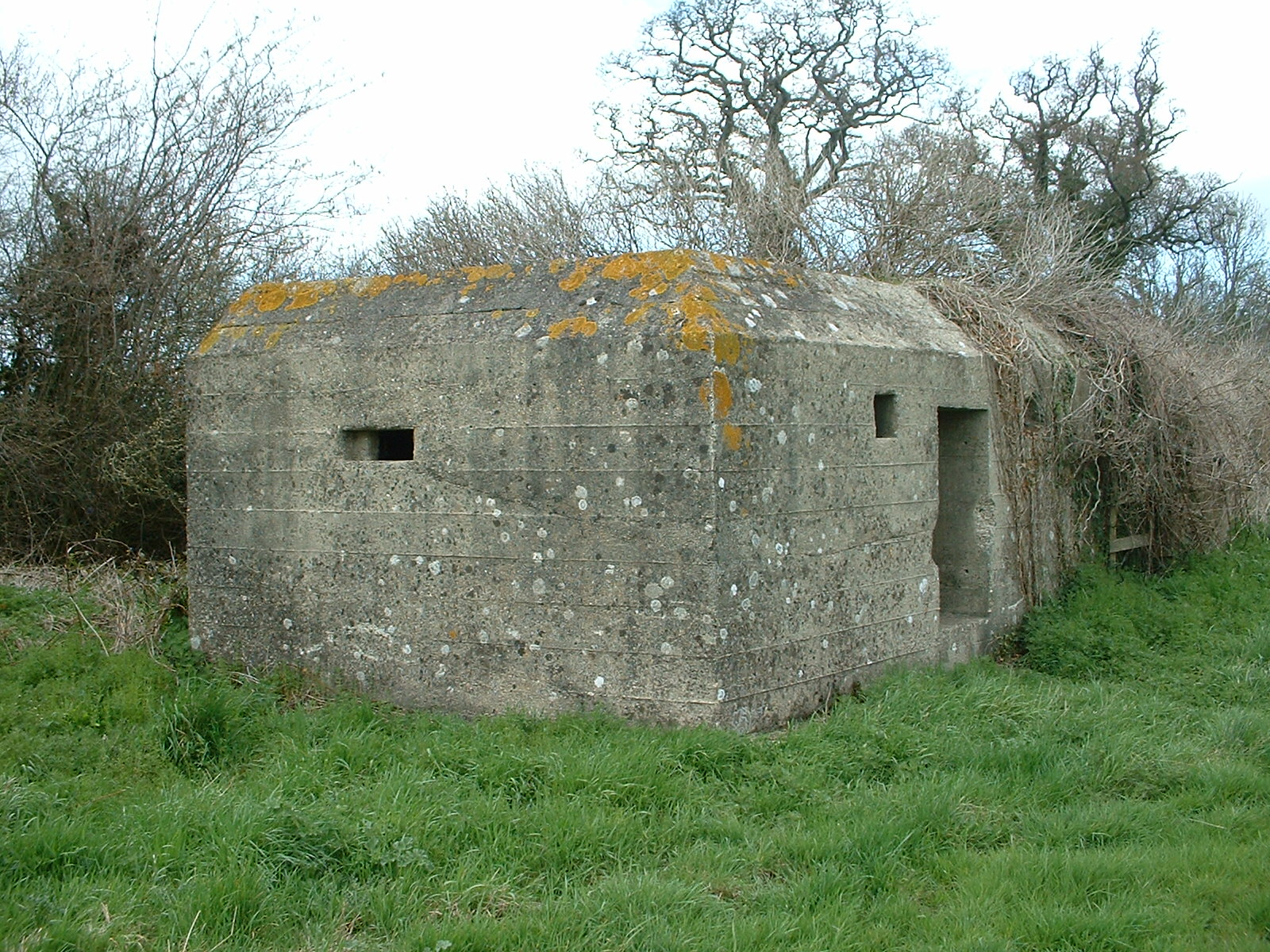
Pillbox Bunker der Taunton Stop Linie.
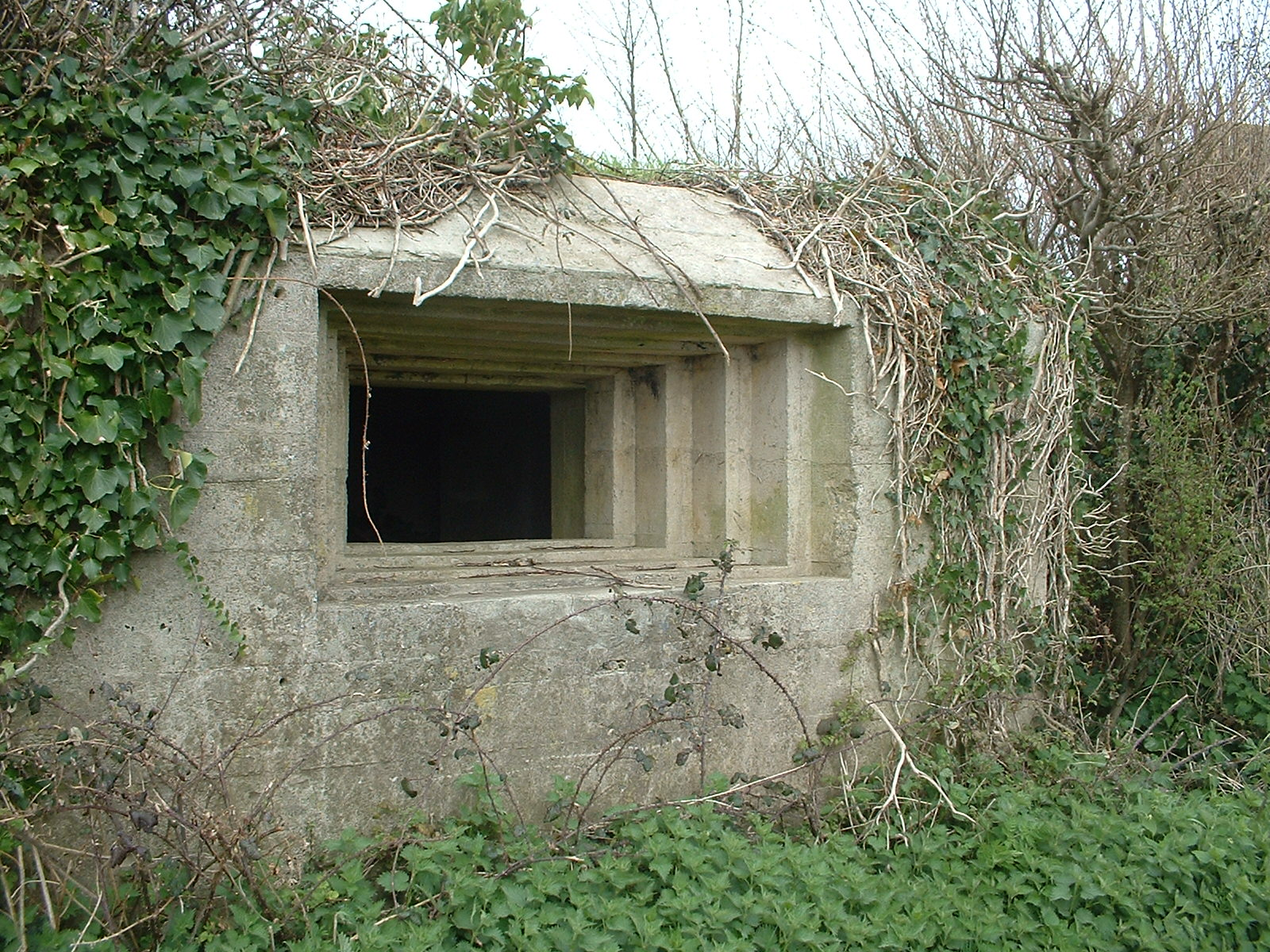
Vickers mittlere Maschinengewehr Stellung in Taunton Stop Linie
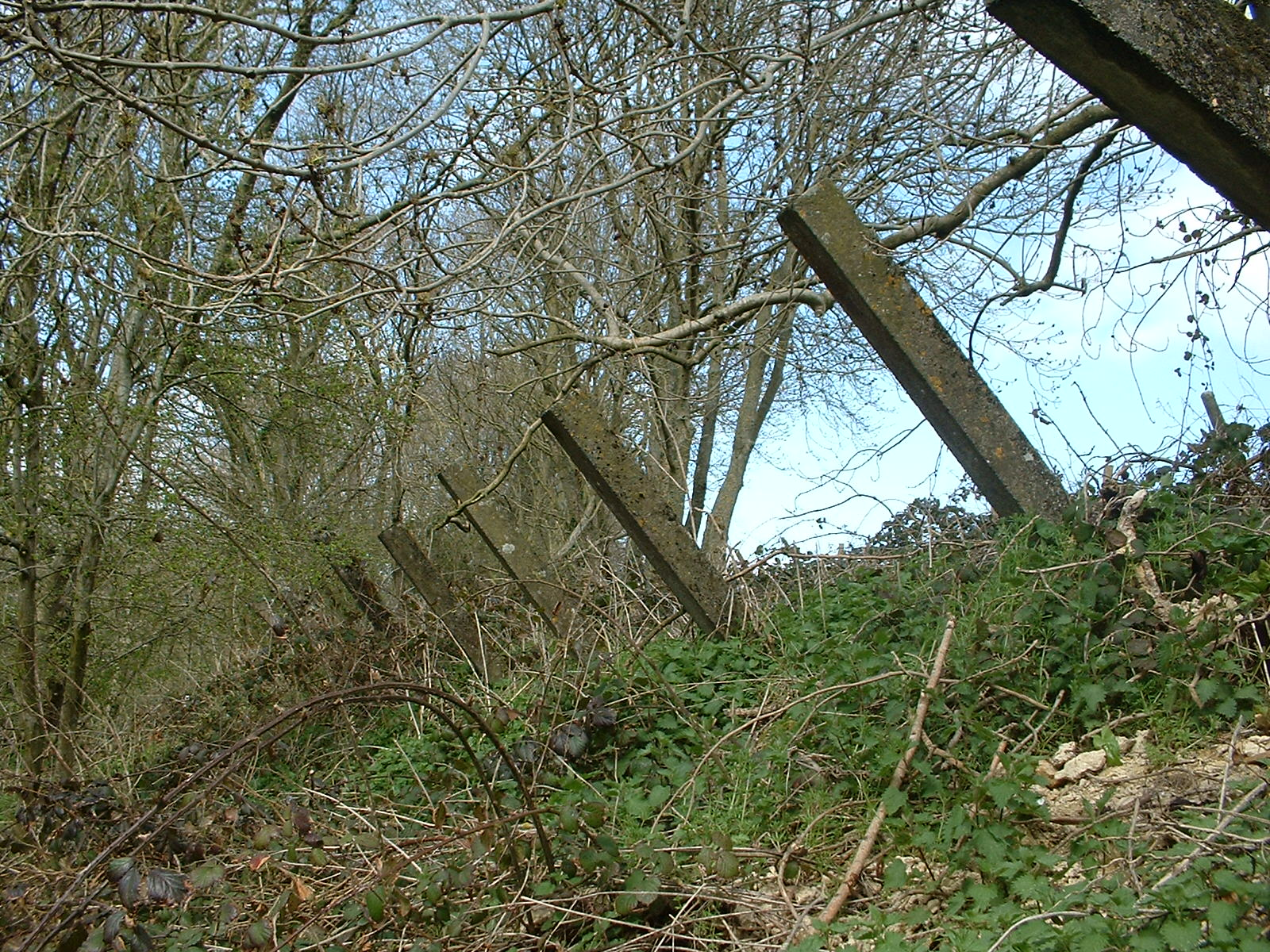
Panzersperre
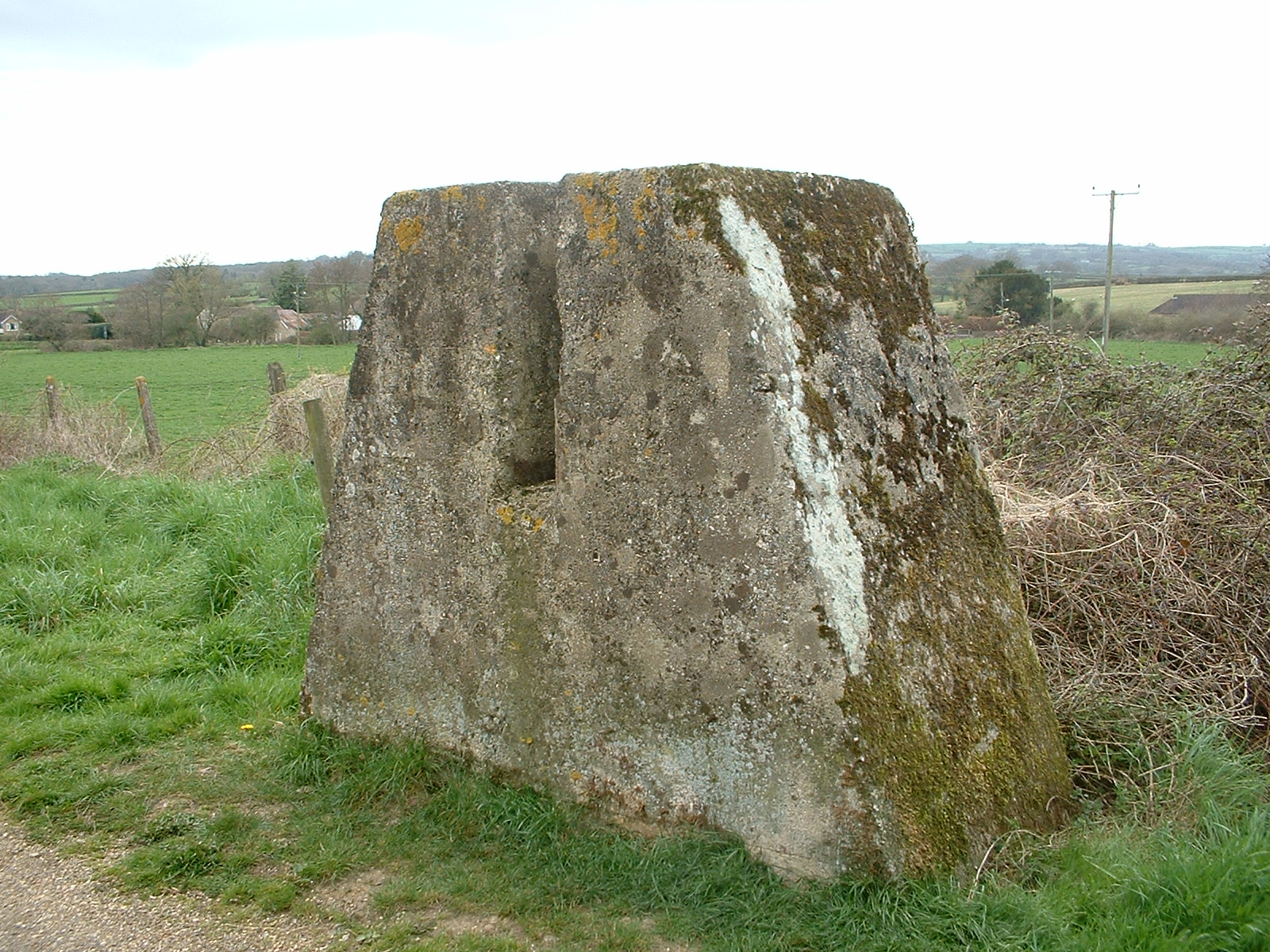
Eisenbahnsperre